# 謝明宗
謝明宗（1983年9月20日—），為台灣的棒球選手之一，曾效力於中華職棒興農牛隊，守備位置為三壘手。

## 經歷
- 台南市協進國小少棒隊
- 台南市大成國中青少棒隊
- 高雄縣高苑工商青棒隊
- 合作金庫棒球隊（2001年～2002年）
- 國立體院棒球隊（台灣啤酒）
- 中華職棒興農牛隊代訓球員（2008年）
- 中華職棒興農牛（2009年～2010年）
- 新北市民安國小少棒隊教練（2011年）
- 雲林縣義峰高中青棒隊總教練（2011年～2012年）

## 職棒生涯成績
| 年度   | 球隊   | 出賽 | 打數 | 安打 | 全壘打 | 打點 | 盜壘 | 四死 | 三振 | 壘打數 | 雙殺打 | 打擊率 |
| ------ | ------ | ---- | ---- | ---- | ------ | ---- | ---- | ---- | ---- | ------ | ------ | ------ |
| 2009年 | 興農牛 | 28   | 51   | 11   | 0      | 5    | 1    | 5    | 5    | 14     | 3      | 0.216  |
| 2010年 | 興農牛 | 35   | 41   | 9    | 0      | 3    | 1    | 4    | 12   | 12     | 0      | 0.220  |
| 合計   | 2年    | 63   | 92   | 20   | 0      | 8    | 2    | 9    | 17   | 26     | 3      | 0.217  |

## 特殊事蹟
- 2009年5月8日，對戰統一7-ELEVEn獅隊，在九局下擊出職棒生涯首支安打。

## 外部連結
- 謝明宗在台灣棒球維基館上的頁面（繁體中文）
- 謝明宗在中華職棒官網 （中文）和Baseball-Reference （英文）上的頁面